# Cubana de Aviación-vlucht 972
Cubana de Aviación-vlucht 972 was een vlucht vanaf José Martí International Airport in de Cubaanse hoofdstad Havana naar Frank País Airport in Holguín in het oosten van het land. Op 18 mei 2018 werd de vlucht uitgevoerd met een Boeing 737-200 Adv., een vliegtuig dat door Cubana de Aviación was geleased van de Mexicaanse maatschappij Global Air (Aerolíneas Damojh, S.A. de C.V.). Het vliegtuig stortte kort na het opstijgen neer.
Van de 113 inzittenden kwamen er 110 vrijwel direct om het leven. Twee van de overlevenden overleden later in het ziekenhuis. De passagiers waren voor het merendeel Cubanen, de zes bemanningsleden waren Mexicaans.

## Eindrapport
In mei 2019 werd het onderzoek naar de ramp door het IACC afgerond. Het rapport concludeerde dat een keten van fouten had geleid tot het ongeluk. Vooral menselijke fouten hadden bijgedragen tot de crash. Zo zou het zwaartepunt van het vliegtuig door de (verkeerde) belading op de limiet hebben gelegen waarin het vliegtuig veilig kon opereren. Na de start kwam het vliegtuig (door een verkeerde trimsetting) onmiddellijk in een neushoge stand terecht, en dit resulteerde in een overtrek en daardoor het neerstorten.

## Inzittenden
| Nationaliteit     | Passagiers | Bemanning | Totaal | Overlevenden |
| ----------------- | ---------- | --------- | ------ | ------------ |
| Cuba              | 102        | 0         | 102    | 1            |
| Mexico            | 1          | 6         | 7      | 0            |
| Argentinië        | 2          | 0         | 2      | 0            |
| Spanje            | 1          | 0         | 1      | 0            |
| Westelijke Sahara | 1          | 0         | 1      | 0            |
| Totaal            | 107        | 6         | 113    | 1            |